# 広島アルミニウム工業
広島アルミニウム工業株式会社（ひろしまアルミニウムこうぎょう）は、 広島県広島市西区横川町に本社を置くアルミニウム・樹脂を材料とした自動車部品製造メーカーである。

## 沿革
大正10年(1921年)創業。平成14年に海外進出を始め、現在では、ベトナム・メキシコ・中国・タイの４ヶ国に生産拠点を置いている。平成9年にISO9001、平成13年にISO14001を取得した。
主要な取引先はマツダ、アイシン、ジヤトコ、本田技研工業など。